# De grootste Nederlander
De grootste Nederlander was een televisieprogramma dat in Nederland in 2004 door de KRO werd uitgezonden. Het programma was gebaseerd op het BBC-programma Great Britons (2002). Door middel van een verkiezing werd vastgesteld wie volgens het Nederlandse publiek de grootste Nederlander aller tijden is. Het project fungeerde tevens als kapstok voor het uitzenden van tien documentaires over de kanshebbers. De documentaires werden gemaakt door de ambassadeurs van de kanshebbers, die ook later in het programma met elkaar in verschillende rondes in debat gingen.

## Uitslag

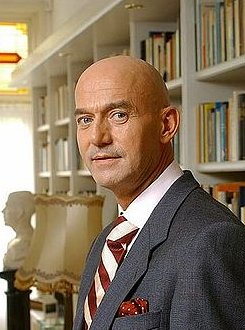
Pim Fortuyn

Een commissie bestaande uit Joost Zwagerman, Herman Pleij en Andrée van Es stelde een lijst van tweehonderd kandidaten samen waaruit het publiek tien kanshebbers mocht kiezen. De keus van de 40.000 stemmers leverde een shortlist op. In een rechtstreekse uitzending op 15 november 2004, gepresenteerd door Sven Kockelmann en Frits Spits, werd bekendgemaakt wie de grootste Nederlander volgens het bellend en sms'end publiek was. De uitslag die bekendgemaakt werd was als volgt:
1. Pim Fortuyn (politicus) [feitelijk tweede]
2. Willem van Oranje (Vader des Vaderlands) [feitelijk eerste]
3. Willem Drees (premier in vier naoorlogse kabinetten)
4. Antoni van Leeuwenhoek (baanbrekend cel- en microbioloog met microscoop)
5. Desiderius Erasmus (filosoof, humanist)
6. Johan Cruijff (voetballer en voetbalcoach)
7. Michiel de Ruyter (admiraal)
8. Anne Frank (Joods schrijfster, omgekomen in de Tweede Wereldoorlog)
9. Rembrandt van Rijn (schilder)
10. Vincent van Gogh (schilder)

### Meeste stemmen voor Willem van Oranje
In de uitzending van Kockelmann en Spits werd Fortuyn weliswaar uitgeroepen tot de grootste Nederlander maar na de uitzending bleek dat deze uiteindelijk 130.000 en Willem van Oranje 161.000 stemmen wist te vergaren. Een deel van de stemmen was echter niet op tijd binnen. De KRO besloot evenwel om de afgesproken procedure te respecteren. De oorzaak van de vertraging van de uiteindelijke uitslag was het beveiligingsmechanisme dat moest zorgen dat er niet gefraudeerd kon worden met het aantal stemmen dat op een kandidaat uitgebracht werd. Per telefoon mochten 6 stemmen uitgebracht worden.
Volgens een tezelfdertijd door Maurice de Hond uitgevoerd onderzoek wordt niet Pim Fortuyn, maar Willem van Oranje door de meeste mensen als de grootste Nederlander beschouwd. Willem van Oranje kreeg in dit onderzoek 31 procent van de stemmen, op ruime afstand gevolgd door Pim Fortuyn met 14 procent. Antoni van Leeuwenhoek was de derde, gekozen door 13 procent. In antwoord op de vraag wie men absoluut niet als eerste wilde zien eindigen werd Fortuyn verreweg het meest genoemd, met 57 procent, gevolgd door Johan Cruyff met 39 procent. Een enkele dagen later door De Hond uitgevoerd onderzoek waarin de vraagstelling was wie men zou kiezen als het alleen tussen Oranje en Fortuyn ging leverde als resultaat op dat 84 procent voor Oranje koos en opnieuw 14 procent voor Fortuyn.

## Kritiek

### Nationaliteit van de kandidaten
Zoals ook in de Britse (100 Greatest Britons) en Duitse (Unsere Besten) editie van het programma het geval was, leidde de keus van sommige kandidaten tot kritiek omdat ze niet de juiste nationaliteit zouden hebben. De (vermeende) Fransman Isambard Kingdom Brunel werd tweede in de Britse editie; in Duitsland werd in 2003 Wolfgang Amadeus Mozart door velen te Oostenrijks gevonden om mee te mogen doen - hij eindigde uiteindelijk als twintigste. In Tsjechië dreigde in 2005 een fictief persoon, Jára Cimrman, de verkiezing te winnen, totdat de organisatoren duidelijk maakten dat het alleen om werkelijke personen ging.
In Nederland spitste de kritiek zich toe op de keuze voor Erasmus en Anne Frank. Erasmus leefde voordat de Noordelijke Nederlanden (de voorloper van Nederland) een onafhankelijke staat waren gaan vormen, dus er was toen nog geen Nederlandse nationaliteit. Dit gold eveneens voor Willem van Oranje, die uit een Duitse adellijke familie kwam; hij wordt echter wel als een van de grondleggers van deze nieuwe staat beschouwd.
Anne Frank was ook geboren Duitse, maar was sinds haar kleutertijd in Amsterdam opgegroeid en schreef haar beroemde dagboek in het Nederlands. Haar familie was echter in deze jaren niet genaturaliseerd en was door de anti-Joodse maatregelen van het Duitse nazi-regime vanaf 1941 stateloos. (Annes vader, Otto Frank, de enige overlevende van de familie, werd in 1949 alsnog Nederlands staatsburger.) Tijdens de discussie als gevolg van het televisieprogramma werd voorgesteld om Anne Frank postuum de Nederlandse nationaliteit toe te kennen, maar dat voorstel leverde zo mogelijk nog meer kritiek op.

### Andere kritiek en alternatieve verkiezingen
Kees van Kooten en Wim de Bie (uiteindelijk dertigste in de verkiezing) weigerden beeldmateriaal voor het programma ter beschikking te stellen omdat ze het een "flutprogramma" vonden.
In reactie op de verkiezing werden een aantal alternatieve verkiezingen georganiseerd:
- Ergste Nederlander, georganiseerd door het weekblad HP/De Tijd, gewonnen door Volkert van der Graaf.
- Grootste Nederlandse vrouw, georganiseerd door het maandblad Opzij, gewonnen door Aletta Jacobs.
- Grootste Groene Nederlander, georganiseerd door het tijdschrift van Milieudefensie, gewonnen door Jac. P. Thijsse.

## Enquête in 2012: Willem van Oranje de grootste
In 2012 liet het Historisch Nieuwsblad een peiling uitvoeren waarbij men kon kiezen uit de bovenste tien van de verkiezing in 2004. Willem van Oranje werd nu met 20,5 procent het meest genoemd als grootste Nederlander. Willem Drees werd tweede (12,6 procent) en op de derde plaats kwam Anne Frank (11,7 procent). Pim Fortuyn kreeg nu 11,3 procent en zakte naar de vierde plaats.